# Дэнсон-парк
Дэнсон-парк (англ. Danson Park) — общественный парк в лондонском боро Бексли, юго-восточный Лондон, расположенный между Уэллингом и Бекслихитом. Его площадь составляет 75 га. Это второй по величине общественный парк в округе (самый большой — Foots Cray Meadows, площадью 100 га), и самый используемый населением. Открытый в 1925 году, он считается одним из лучших зелёных открытых пространств в округе. 1 октября 1987 года парк был включён в Реестр исторических парков и садов как объект II класса за номером 1000211. Парк также дал своё название избирательному округу, который охватывает парк и прилегающую территорию. В британской национальной координатной сетке парк расположен в секторе TQ472752. Южная граница парка и избирательного округа проходит по Рочестер-Вэй, дороге A2.

## История

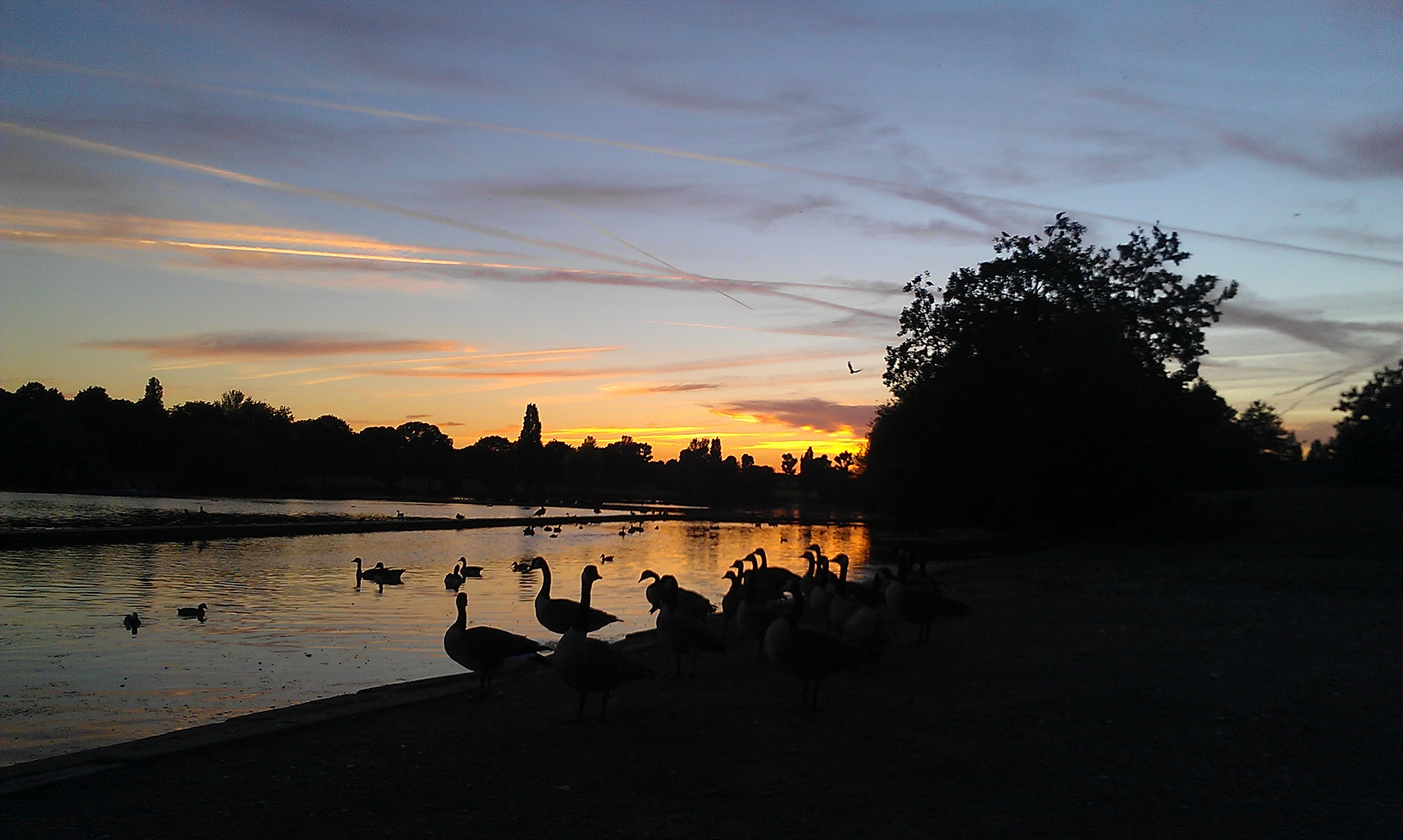
Озеро Дэнсон, достопримечательность парка.

Территория, которую сейчас занимает парк, ранее была собственностью церкви, а затем коронных владений, после чего её занял Джон Стайлмен, а затем Джон Бойд, 1-й баронет, оба высокопоставленные лица Британской Ост-Индской компании. В 1760-х годах Бойд построил Дэнсон-Хаус, георгианский особняк, который стоит в центре парка, и заказал большую часть ландшафтных работ, которые можно увидеть в парке сегодня. Этот особняк является памятником архитектуры I класса. Ландшафт был спроектирован и распланирован между 1761 и 1763 годами либо Ланселотом Брауном, либо его помощником, Натаниэлем Ричмондом. В центре парка находится большое и живописное озеро площадью 12 акров (49 000 м²), описанное Эдвардом Хастедом в его «Истории и топографическом обзоре графства Кент» от 1797 года как «великолепный водоём, устроенный так, что кажется красивой серпантинной рекой, протекающей по территории». К югу от озера был построен небольшой дом со шпилем, названный Чапел-Хаус, который сейчас отделён от остальной части парка автострадой, но его и сегодня можно увидеть рядом с кольцевой развязкой в Блендоне. К моменту смерти Бойда поместье Дэнсон включало более 600 акров (2,4 км²) прогулочных и сельскохозяйственных угодий.
В 1773 году Уильям Чемберс построил рядом с озером имитацию древнегреческого храма. В 1961 году он был разобран и перенесён в сады Сент-Полс-Уолден-Бери в Хартфордшире и сегодня является историческим зданием II класса. В парке также находилась статуя римской богини Дианы.
Другим жителем поместья был Альфред Бин, инженер-железнодорожник, купивший поместье в 1862 году. Бин внёс существенный вклад в развитие железнодорожной компании Бекслихит, а также был председателем местного совета Бексли и планировал превратить поместье площадью 582 акра (2,4 км²) в жилой пригород. Согласно завещанию Бина, прилегающие территории были распроданы под жилую застройку, но дом и 224 акра поместья остались в семье Бина после его смерти в 1890 году. После смерти его вдовы в 1921 году поместье было выставлено на аукцион и в конечном итоге приобретено Советом городского округа Бексли за 16 000 фунтов стерлингов в 1924 году. Совет потратил ещё 3500 фунтов стерлингов на преобразование поместья в общественный парк.
Парк был открыт для публики в 1925 году принцессой Марией. Земля была зарезервирована для футбольных полей, теннисных кортов и лужаек для игры в шары, которые появились чуть позже. В 1929 году в северо-восточном углу парка были установлены ворота, пожертвованные Альфредом Моррисом Уилером, известным местным бизнесменом и председателем городского совета Бексли. В 1936 году был открыт бассейн, а в 1964 году — эллинг и кафе. Территория парка была восстановлена при финансовой поддержке Фонда наследия национальной лотереи в 2006 году, одновременно с масштабной реставрацией дома Дэнсона, проводимой организацией «Английское наследие». В настоящее время парк активно используется местным населением.

## Особенности парка
Болотный сад Дэнсон-парка площадью один гектар является местным природным заповедником. Также есть три сада, открытых для посещения: Английский сад, расположенный через дорогу от Дэнсон-хауса; Сад камней, в западной части парка; и Сад мира в юго-восточном углу.
30 сентября 1937 года лорд Корнуоллис вручил грамоту о преобразовании Бексли из городского районного совета в муниципальный боро под большим дубом в центре Дэнсон-парка. Дуб, которому более 200 лет, с тех пор известен как «Дуб Хартии», и признан одним из «Великих» деревьев Лондона. Он занимает центральное место в парке, а также изображен на гербе лондонского боро Бексли. Сейчас дерево обнесено забором для защиты его корневой системы.
В парке регулярно проводятся цирковые представления, ярмарки, устраиваются фейерверки и другие крупные общественные мероприятия. Каждую субботу в 9:00 утра проводится бесплатный забег на 5 км, часть международных соревнований по паркрану, проходящий по живописной трассе в два круга вокруг озера Дэнсон. Спортивные сооружения в парке включают футбольные поля, теннисные корты с твёрдым покрытием, площадки для игры в шары, полосы препятствий, открытый спортзал и велосипедные дорожки, а также популярную детскую площадку с небольшим аквапарком. На озере, которое также используется различными клубами и обществами водного спорта, можно кататься на лодках, ходить под парусом и заниматься греблей.
На территории парка находятся конюшни Дэнсон — паб в здании, которое ранее использовалось в качестве конюшни в Дэнсон-Хаус, и Ботхаус (лодочный сарай) — функциональный зал и ресторан рядом с озером.

## Дэнсон-фестиваль
До 2013 года в парке проходил фестиваль Дэнсон — ежегодное масштабное двухдневное мероприятие, проводимое Советом Бексли, которое привлекало в парк до 60 000 посетителей. Фестиваль включал множество киосков и площадок — художественных, ремесленных, благотворительных и других, а также ярмарку с различными аттракционами. Фестиваль обычно проходил в первые выходные июля каждого года. Основным центром фестиваля была главная сцена, на которой выступали различные местные артисты, а также известные исполнители. На прошлых фестивалях выступали такие артисты, как The Hoosiers, The AllStars с Джослин Браун, Александр О'Нил, Роуэтта из X-factor, а также Питер Андре и Кэти Прайс.
В 2014 году фестиваль был отменён из-за плохого состояния территории. В 2015 году Совет снова отменил фестиваль по той же причине, предположив, что эта мера может быть постоянной, и с тех пор фестиваль не проводился.

## Местный избирательный участок

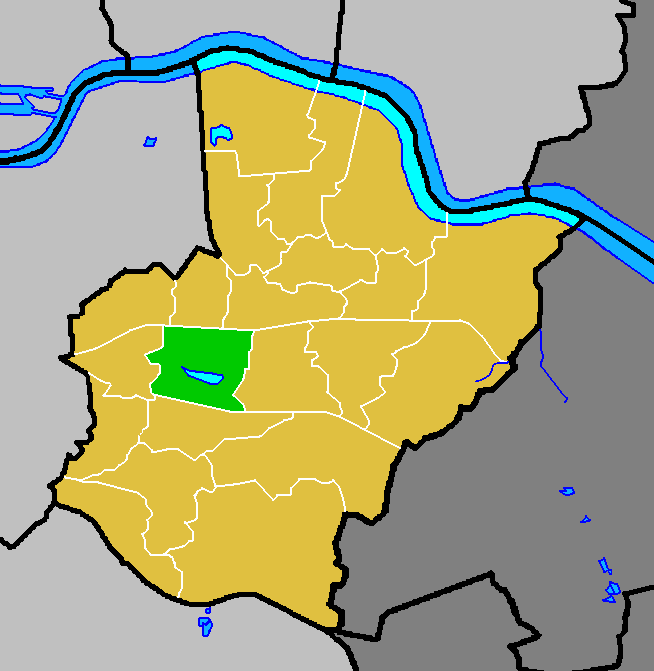
Избирательный участок Дэнсон-парк (зелёный) в составе лондонского боро Бексли (жёлтый)

Дэнсон-парк был избирательным участком лондонского боро Бексли. Население этого округа по переписи 2011 года составляло 10 864 человека. На выборах в Совет в 2014 году на участке Дэнсон-парк были избраны Линда Бейли, Шэрон Мэсси и Джон Уотерс, все от Консервативной партии. В 2017 году избирательный участок Дэнсон-парк был упразднён, и парк теперь входит в избирательный округ Фалконвуд и Уэллинг.